# Min pappa Marianne
Min pappa Marianne är en svensk dramakomedifilm från 2020. Filmen är regisserad av Mårten Klingberg, med manus skrivet av Ida Kjellin, Daniel Karlsson och Cilla Jackert. Filmen är löst baserad på Ester Roxbergs bok Min pappa Ann-Christine. Filmen är inspelad i bland annat Alingsås.
Min pappa Marianne hade premiär i Sverige den 21 februari 2020, utgiven av Nordisk Film. Filmen visades i SVT i augusti 2021 och annandag påsk 2022. Den har också flera gånger dykt upp på SVT Play.

## Handling
Hanna återvänder till Alingsås efter att hennes förhållande precis tagit slut. Hannas pappa arbetar som präst där och när han berättar att han egentligen vill vara Marianne vänds hennes värld upp och ner. För Marianne finns dock ingen väg tillbaka; hon måste äntligen få leva som den hon är. Det blir en omtumlande resa för Hanna som inte känner sin pappa så väl som hon trodde.

## Rollista (i urval)
| - Hedda Stiernstedt – Hanna - Rolf Lassgård – Lasse / Marianne - Lena Endre – Eva - Klas Wiljergård – David - Nour El Refai – Aisha - Natalie Minnevik — Moa - Kajsa Ernst – Helga - Ralph Carlsson – Gunnar, kyrkoherde - Anton Lundell – matkonsument | - Adam Åstrand – matkonsument - Mårten Klingberg – Fromell - Vilhelm Blomgren – Jonathan - Mikaela Knapp – Saga - Wilhelm Johansson – Rickard - Johan Karlberg – Lars-Erik - Marie Delleskog – Louise - Erik Lundin – full man - Oscar Töringe – Tobbe |